# Mark Pathy
Mark Pathy (julho de 1969) é um empreendedor e filantropista canadense. É CEO do Mavrik, uma empresa de investimentos do Canadá. Também é presidente do Stingray Group [en] e ex co-CEO do Fednav [en], uma transportadora co-fundada por seu avô e tio-avô, Ladislav e Enerst Pathy, que foram emigrantes da Hungria.

## Biografia
Sua mãe, Constance, nasceu nos Países Baixos. Seu pai, Laurence Patchy, nasceu no Egito tendo pais húngaros e é um amigo íntimo e ex parceiro de Paul Martin. Seu pai também é primo de Mariette Pathy Allen [en].
Cresceu em Montreal e atendeu a Selwyn House School [en], onde foi colega do político Greg Fergus [en] e dos empresários Vincenzo Guzzo [en] e Michael Penner [en]. Ele tem um diploma de graduação da Universidade de Toronto e um MBA do INSEAD.
O Pathy Family Foundation, onde atua como secretário, teve mais de $252 milhões de CAD em patrimônio em 2018.
Em janeiro de 2021 foi anunciado que Pathy viria a voar na Axiom Mission 1, lançada em janeiro de 2022, como um especialista de missão ao lado de Larry Connor, Eytan Stibbe e Michael López-Alegría. Está pagando US$55 milhões pela viagem. É o segundo turista espacial canadense, após Guy Laliberté e o 11º canadense no espaço.